# بیوانفورماتیک ساختاری

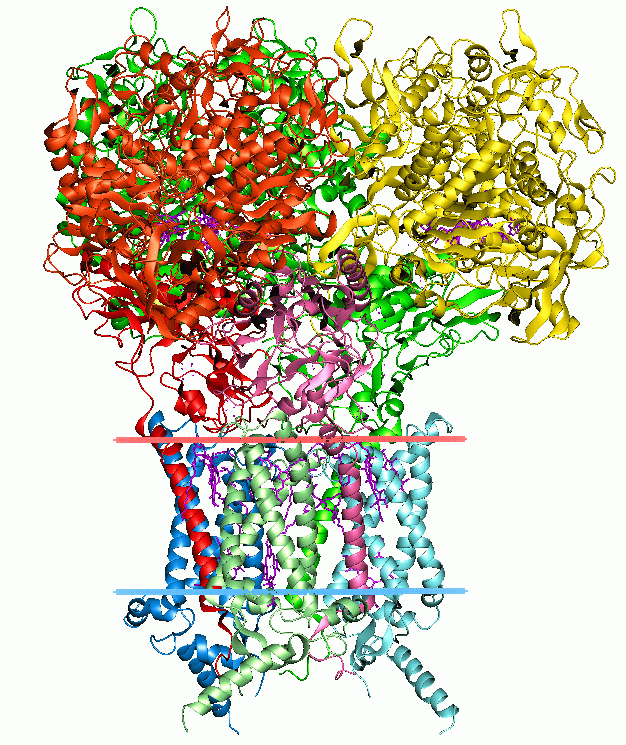
ساختار سه‌بعدی یک پروتئین

بیوانفورماتیک ساختاری شاخه‌ای از بیوانفورماتیک است که به آنالیز و پیش‌بینی ساختار سه بعدی درشت‌مولکول‌های زیستی مانند پروتئین‌، RNA و DNA مربوط است و با کلیاتی در مورد ساختار سه‌بعدی درشت‌مولکول‌ها مانند مقایسه چین‌های کلی و موتیف‌های محلی، اصول تاشدگی مولکولی، تکامل، کنش‌های اتصالی، و روابط ساختاری/عملکردی سر و کار دارد، که هم از طریق ساختارهایی که به صورت تجربی حاصل شده و هم با مدل‌های محاسباتی انجام می‌شود. اصطلاح ساختاری همان معنای موجود در در زیست‌شناسی ساختاری را دارد و بیوانفورماتیک ساختاری را می‌توان به عنوان بخشی از زیست‌شناسی ساختاری محاسباتی تلقی کرد. هدف اصلی بیوانفورماتیک ساختاری ابداع روش‌های جدید برای پردازش داده‌های درشت‌مولکول‌های زیستی به قصد حل کردن مسائل موجود در زیست‌شناسی و تولید دانش جدید است.

## مقدمه

### ساختار پروتئین
ساختار پروتئین، ارتباط مستقیمی با کارکرد آن دارد. حضور برخی گروه‌های شیمیایی در مکان‌های مشخص، به پروتئین‌ها این اجازه را می‌دهد تا به عنوان آنزیم فعالیت کنند و چند واکنش شیمیایی را فروکافت کنند. به طور کلی، ساختار پروتئین‌ها به۴ مرحله تقسیم می‌شود: اولیه (توالی)، ثانویه (ترکیب محلی زنجیره‌های پلی‌پپتیدی)، سومین (ساختار سه‌بعدی چین‌خوردگی پروتئین)، و چهارمین (ارتباط چند ساختار پلی‌پپتیدی). بیوانفورماتیک ساختاری عمدتاً کنش‌های بین ساختارها را با توجه به مختصات فضایی آن‌ها مورد بررسی قرار می‌دهد. بدین ترتیب، ساختار اولیه در شاخه‌های سنتی بیوانفورماتیک بهتر بررسی می‌شوند. با این حال، توالی محدودیت‌هایی ایجاد می‌کند که اجازهٔ تشکیل ترکیب‌های محلی پایستهٔ زنجیرهٔ پلی‌پپتیدی، مانند مارپیچ آلفا، صفحهٔ بتا، و حلقهط را می‌دهد (ساختار ثانویه). همچنین کنش‌های ضعیف (مانند پیوند هیدروژنی)، چین‌های پروتئین را پایدار می‌کنند. کنش‌ها ممکن است درون‌زنجیری (بین قسمت‌های یک تک‌پار پروتئینی) (ساختار سومین) یا بین‌زنجیری (بین تک‌پارهای مختلف) (ساختار چهارمین) رخ دهند.

## پیش‌بینی ساختار
ساختار اتمی مولکول‌ها را می‌توان با چند روش، همچون بلورنگاری پرتوی ایکس، طیف‌سنجی تشدید مغناطیسی هسته‌ای، و ریزبینی سه‌بعدی الکترونی، به دست آورد. با این حال، این روش‌ها ممکن است بسیار هزینه‌بر باشند، و در مواردی، مثلاً پروتئین پوسته‌ای، به سختی می‌توانند به کار گرفته‌شوند. از این رو ضروری است تا رویکردهایی محاسباتی برای تعیین ساختار سه‌بعدی درشت‌مولکول‌ها اتخاذ شود. روش‌های پیش‌بینی ساختار به روش‌های قیاسی و مدل‌سازی de novo دسته‌بندی می‌شوند.

## پهلوگیری مولکولی

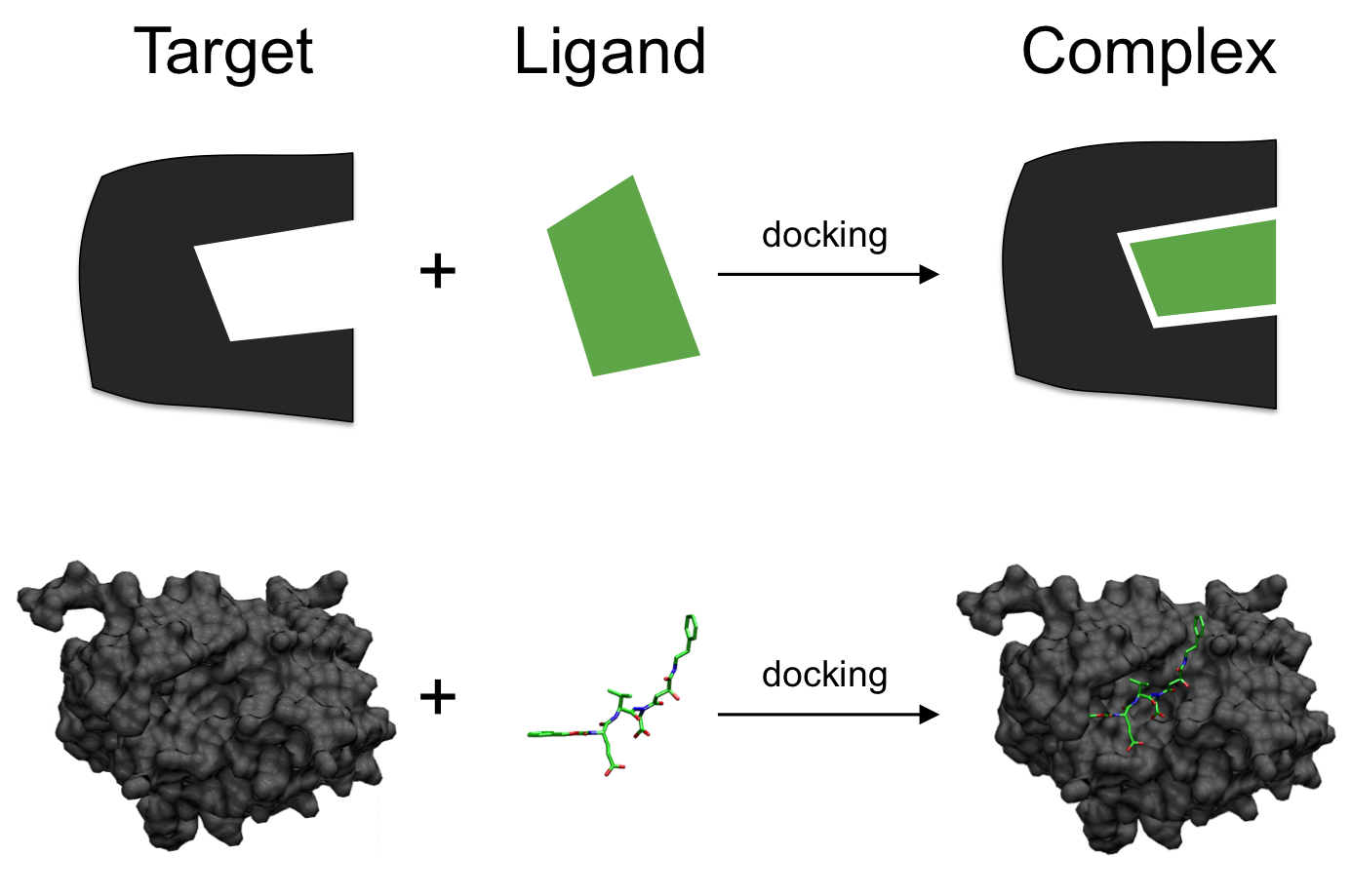
نمایش پهلوگیری یک لیگاند (سبز) به پروتئین هدف (سیاه)

پهلوگیری مولکولی (یا به اختصار پهلوگیری) روشی است برای پیش‌بینی مختصات جهت‌گیری یک مولکول (لیگاند) زمانی که به مولکول دیگری می‌پیوندد (پذیرنده یا هدف). پهلوگیری مولکولی قصد دارد وضع‌های ممکن (حالات اتصال) لیگاند، زمانی که با نواحی خواصی (که به طور کلی در یک مستطیل محصور هستند) از پذیرنده کنش دارد را پیش‌بینی کند. ابزارهای پهلوگیری می‌توانند از میدان‌های نیرو برای تخمین امتیاز هنگام رتبه‌بندی وضع‌هایی که تمایل به کنش‌های بهتری دارند استفاده کنند.
به طور کلی، پروتکل‌های پهلوگیری برای پیش‌بینی کنش‌های بین مولکول‌های کوچک و پروتئين‌ها استفاده می‌شوند. با این حال، پهلوگیری را می‌توان برای تشخیص ارتباطات و حالات اتصال بین پروتئین‌ها، پپتید‌ها، مولکول‌های DNA یا RNA، کربوهیدرات‌ها، و دیگر درشت‌مولکول‌ها استفاده کرد.

## دینامیک مولکولی

مثال: دینامیک مولکولی یک بتا-گلوکوسیداز تحمل‌کنندهٔ لاکتوز

دینامیک مولکولی روشی محاسباتی برای شبیه‌سازی کنش‌های بین مولکول‌ها و اتم‌هایشان طی مدت زمان داده‌شده است. این روش اجازهٔ مشاهدهٔ رفتار مولکول‌ها و کنش‌های آن‌ها با در نظر گرفتن کل سیستم را می‌دهد. برای محاسبهٔ رفتار سیستم، و نتجیتاً مشخص کردن مسیرها، می‌توان از معادلات حرکت نیوتن علاوه بر روش‌های مکانیک مولکولی برای تخمین نیروهای بین ذرات استفاده کرد.

## پایگاه‌های دادهٔ ساختاری
علاوه بر بانک دادهٔ پروتئین، چند پایگاه دادهٔ ساختار پروتئين و درشت‌مولکول‌های دیگر وجود دارد. به عنوان مثال:
- ( MMDB  (Molecular Modeling Data Base (پایگاه دادهٔ مدل‌سازی مولکولی): ساختارهای سه‌بعدی زیست‌مولکول‌ها که از طریق آزمایش مشخص شده‌اند، استخراج‌شده از بانک دادهٔ پروتئین[۱۰]
- (SCOP (Structural Classification of Proteins (دسته‌بندی ساختاری پروتئین‌ها): توصیف جامع روابط ساختاری و تکاملی بین پروتئین‌هایی که ساختار آن‌ها شناخته‌شده‌است[۱۱]
- (ProtCID (The Protein Common Interface Database: پایگاه دادهٔ رابط‌های پروتئین-پروتئین مشابه در ساختار بلوری پروتئین‌های همسان[۱۲]
- (NDB (Nucleic Acid Data Base (پایگاه دادهٔ اسید نوکلئیک): اطلاعاتی در بارهٔ اسیدهای نوکلئیک (RNA و DNA) که از طریق آزمایش مشخص شده‌اند[۱۳]
- (EDS (Electron Density Server: نقشهٔ چگالی الکترون و آماره‌هایی در بارهٔ مناسب بودن ساختارهای بلوری و نقشه‌های آن‌ها[۱۴]
- CASP: آزمایشی جهانی برای پیش‌بینی ساختار پروتئين[۱۵]
- TOPOFIT-DB: هم‌ترازسازی ساختاری پروتئین بر اساس روش TOPOFIT [۱۶]
- The Structural Biology Knowledgebase (پایگاه دانش زیست‌شناسی ساختاری): ابزارهایی برای کمک به طراحی پژوهش پروتئین[۱۷]
- PISCES: سروری برای ساختن لیست‌های بدون حشو پروتئین‌ها؛ بر اساس معیارهای هویت توالی و کیفیت ساختاری، لیست‌هایی از بانک دادهٔ پروتئین می‌سازد.[۱۸]

## کاربردها
رویکردهای انفورماتیک مورد استفاده در بیوانفورماتیک ساختاری عبارتند از:
- انتخاب هدف - اهداف بالقوه با مقایسه با پایگاه‌های دادهٔ ساختارها و توالی‌های شناخته‌شده شناسایی می‌شوند. اهمیت اهداف را می‌توان بر اساس نوشته‌های منتشرشدهٔ تعیین کرد. همچنین اهداف را بر اساس دامنه‌های پروتئینی آن نیز می‌توان انتخاب کرد. دامنه‌های پروتئینی اجزایی ساختاری هستند که می‌توان با بازآرایی آن‌ها پروتئین‌های جدیدی ایجاد کرد. در آغاز می‌توان آن‌ها را به صورت جداگانه مورد مطالعه قرار داد.
- ردیابی آزمایش‌های بلورشناسی پرتوی ایکس - برای آشکارسازی ساختار سه بعدی یک پروتئین، می‌توان از بلورشناسی پرتوی ایکس استفاده کرد. اما برای استفاده از پرتوی ایکس برای مطالعه کریستال‌های پروتئینی، باید بلورهای پروتئین خالص تشکیل شود که ممکن است نیاز به آزمایش‌ها متعددی داشته‌باشد. این امر منجر به لزوم ردیابی شرایط و نتایج آزمایش‌ها می‌شود. علاوه بر این، الگوریتم‌های یادگیری ماشین نظارت‌شده را می‌توان روی داده‌های ذخیره‌شده برای شناسایی شرایطی که ممکن است حصول بلورهای خالص را افزایش دهد، استفاده کرد.
- تجزیه و تحلیل داده‌های بلورشناسی پرتوی ایکس - الگوی پراش به دست آمده در نتیجهٔ بمباران الکترون‌ها توسط پرتوی ایکس، تبدیل فوریهٔ توزیع چگالی الکترون است. در اینجا به الگوریتم‌هایی نیاز است که می‌توانند تبدیل فوریه را با اطلاعات ناقص تبدیل کنند (چرا که آشکارگرها فقط می‌توانند دامنهٔ پرتوهای ایکس شکسته را اندازه‌گیری کنند، و نه تغییر فاز را، و به این صورت اطلاعات فازی از دست می‌رود). برای تولید نقشه چگالی الکترون می‌توان از تکنیک‌های برون‌یابی مانند پراکندگی غیرعادی چندطول‌موجی استفاده کرد که از مکان اتم‌های سلنیوم به عنوان مرجع برای تعیین بقیهٔ ساختار استفاده می‌کند. مدل استاندارد گلوله و میله از روی نقشهٔ چگالی الکترون تولید می‌شود.
- تجزیه و تحلیل داده‌های طیف‌سنجی NMR - آزمایش‌های طیف‌سنجی تشدید مغناطیسی هسته‌ای داده‌های دوبعدی (یا ابعاد بالاتر) تولید می‌کنند، که در آن هر قله مربوط به یک گروه شیمیایی درون نمونه است. از روش‌های بهینه‌سازی برای تبدیل طیف‌ها به ساختارهای سه‌بعدی استفاده می‌شود.
- مرتبط کردن اطلاعات ساختاری با اطلاعات عملکردی - مطالعات ساختاری می‌تواند به عنوان سرنخی برای روابط ساختاری-عملکردی مورد استفاده قرار گیرد.

### ابزارها
| Software                                              | Description |
| ----------------------------------------------------- | --- |
| MOE بایگانی‌شده در ۱۳ ژانویه ۲۰۱۹ توسط Wayback Machine | Molecular Operating Environment (محیط عملیات مولکولی): یک سکوی گسترده شامل مدل‌سازی‌های ساختاری برای پروتئین‌ها، خانواده‌های پروتئینی، و پادتن‌ها                                                                            |
| SBL                                                   | The Structural Bioinformatics Library (کتاب‌خانهٔ بیوانفورماتیک ساختاری): برنامه‌های کاربر نهایی و الگوریتم‌های پیشرفته |
| BALLView                                              | مدل‌سازی و تجسم مولکول |
| STING                                                 | تجسم و مدل‌سازی |
| PyMOL                                                 | مدل‌سازی و نمایش |
| VMD                                                   | نمایش و دینامیک مولکولی |
| KiNG بایگانی‌شده در ۲۶ مه ۲۰۱۸ توسط Wayback Machine    | نمایشگر متن‌باز Kinemage به زبان جاوا |
| STRIDE                                                | تعیین ساختار ثانویه از روی مختصات |
| MolProbity                                            | سرور وب برای اعتبارسنجی ساختار |
| PROCHECK                                              | سرویس وب برای اعتبارسنجی ساختار |
| CheShift                                              | برنامهٔ برخط اعتبارسنجی ساختار پروتئین |
| 3D-mol.js                                             | نمایشگر مولکولی برای برنامه‌های وب، توسعه‌یافته با جاوااسکریپت |
| PROPKA                                                | پیش‌بینی سریع ثابت تفکیک اسیدی پروتئین بر اساس روابط تجربی ساختار/کارکرد |
| CARA                                                  | Computer Aided Resonance Assignment (انتساب تشدید به کمک رایانه) |
| Docking Server                                        | سرور وب برای پهلوگیری موکولی |
| StarBiochem                                           | نمایشگر پروتئین به زبان جاوا، با امکان جستجوی مسقتیم بانک دادهٔ پروتئین |
| SPADE                                                 | The Structural Proteomics Application Development Environment (محیط توسعهٔ برنامهٔ پروتئومیک ساختاری) |
| PocketSuite                                           | درگاه وب برای چند سرور وب آنالیز در سطح محل اتصال؛ به چند بخش PocketDepth (پیش‌بینی محل اتصال)، PocketMatch (مقایسهٔ محل اتصال)، PocketAlign (هم‌ترازسازی محل اتصال)، و PocketAnnotate (نشانه‌گذاری محل اتصال) تقیسم می‌شود. |
| MSL                                                   | کتاب‌خانهٔ متن‌باز ++C مدل‌سازی مولکولی برای پیاده‌سازی اسلوب‌های آنالیز ساختاری، پیش‌بینی و طراحی |
| PSSpred                                               | پیش‌بینی ساختار ثانویهٔ پروتئین |
| Proteus بایگانی‌شده در ۶ اوت ۲۰۲۰ توسط Wayback Machine | ابزار وب برای پیشنهاد جفت‌های جهشی |
| SDM                                                   | سرور برای پیش‌بینی اثرات جهش بر روی پایداری پروتئین |

## مطالعهٔ بیشتر
- Bourne PE, Gu J (2009). Structural Bioinformatics (2nd ed.). New York: John Wiley & Sons. ISBN 978-0-470-18105-8.
- Bourne PE, Weissig H (2003). Structural Bioinformatics. Wiley. ISBN 0-471-20199-5.
- Leach, Andrew (2001). Molecular Modelling: Principles and Applications (2nd ed.). Prentice Hall. ISBN 978-0-582-38210-7. {{cite book}}: Unknown parameter |name-list-format= ignored (|name-list-style= suggested) (help)
- Peitsch MC, Schwede T (2008). Computational Structural Biology: Methods and Applications. World Scientific. ISBN 978-9812778772.
- Leontis NB, Westhof E (April 2001). "Geometric nomenclature and classification of RNA base pairs". RNA. 7 (4): 499–512. doi:10.1017/S1355838201002515. PMC 1370104. PMID 11345429.
- Richardson JS (1981). "The anatomy and taxonomy of protein structure". Advances in Protein Chemistry Volume 34. Advances in Protein Chemistry. Vol. 34. pp. 167–339. doi:10.1016/S0065-3233(08)60520-3. ISBN 978-0-12-034234-1. PMID 7020376. Archived from the original on 10 February 2019. Retrieved 27 July 2019.
- Ramachandran GN, Sasisekharan V (1968). "Conformation of polypeptides and proteins". Advances in Protein Chemistry Volume 23. Advances in Protein Chemistry. Vol. 23. pp. 283–438. doi:10.1016/S0065-3233(08)60402-7. ISBN 978-0-12-034223-5. PMID 4882249.
- Ramachandran GN, Ramakrishnan C, Sasisekharan V (July 1963). "Stereochemistry of polypeptide chain configurations". Journal of Molecular Biology. 7: 95–9. doi:10.1016/S0022-2836(63)80023-6. PMID 13990617.